# Tolpia suffuscalis
Tolpia suffuscalis är en fjärilsart som beskrevs av Swinhoe 1886. Tolpia suffuscalis ingår i släktet Tolpia och familjen nattflyn. Inga underarter finns listade i Catalogue of Life.